# 角野信夫
角野 信夫（つの のぶお、1945年 - ）は、日本の経営学者。神戸学院大学教授。
大阪府生まれ。大阪府立大学大学院修士課程修了、1996年「アメリカ経営組織論の生成と発展の系譜に関する研究」で経済学博士の学位を取得。沖縄国際大学講師、助教授、愛媛大学法文学部助教授、神戸学院大学経済学部助教授、経営学部教授、経営学部長。専攻は経営管理論、経営組織論。

## 著書
- 『アメリカ企業・経営学説史』文真堂 1987
- 『アメリカ経営組織論』文真堂 1995
- 『経営組織』新世社 基礎コース　2001
- 『マネジメントの歴史 時代と社会に学ぶ』文眞堂 2011

### 共編著
- 『バーリ　経営学 人と学説』正木久司共著 同文館出版 1989
- 『現代株式会社と経営財務』生駒道弘共編　文真堂 1995
- 『企業倫理の経営学』鈴木辰治共編著 ミネルヴァ書房 叢書現代経営学 2000
- 『やさしく学ぶマネジメントの学説と思想』渡辺峻,伊藤健市共編著 ミネルヴァ書房 2003

### 翻訳
- E.ギンズバーグ, G.ヴォイタ『「規模の限界」への挑戦 大企業の危機とその克服』簗場保行共訳 HBJ出版局 1988

## 論文
- <角野信夫